# Justus van Rochester

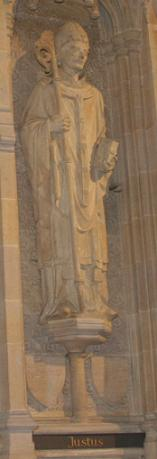
Beeld van Justus van Rochester in de kathedraal van Rochester

Justus (soms ook Iustus; overleden op 10 november van een jaar tussen 627 en 631) was de vierde aartsbisschop van Canterbury. Hij werd door paus Gregorius de Grote vanuit Italië naar Groot-Brittannië gestuurd om de Angelsaksen te kerstenen. Waarschijnlijk maakte hij deel uit van een tweede groep missionarissen die in 601 in Kent arriveerden.
Justus werd in 604 de eerste bisschop van Rochester. In 614 woonde hij in Parijs een synode bij. Na de dood van koning Æthelberht van Kent in 616 werd Justus gedwongen om vanuit Rochester naar het huidige Frankrijk te vluchten. Het volgende jaar werd hij echter al in zijn ambt hersteld.
In 624 werd Justus aartsbisschop van Canterbury. In die functie zette hij zich in voor het sturen van missionarissen naar Northumbria.
Na zijn dood werd hij als een heilige vereerd. Voor hem werd een schrijn in de Sint-Augustinus-abdij in Canterbury opgericht.

## Voetnoten
1. ↑  Higham, Convert Kings, blz. 94